# Theodore Roussel
Theodore (en francés, Théodore) Casimir Roussel (Lorient –Bretaña–, 23 de marzo de 1847-Hastings –Sussex Oriental–, 23 de abril de 1926), conocido generalmente como Theodore Roussel, fue un pintor y grabador británico de origen francés, destacado sobre todo por sus paisajes y escenas de género. Expuso con frecuencia en la Royal Society of British Artists y la International Society of Sculptors, Painters and Gravers de Londres. Se le considera el pionero de la técnica del aguafuerte en color en el Reino Unido.

## Datos biográficos
Theodore Roussel nace en el seno de una familia en la que los varones suelen pertenecer tradicionalmente al Ejército de Tierra o a la Marina. Tras completar sus estudios en el liceo Enrique IV de París –entre los que se incluyen clases del pintor de marinas Théodore Gudin–, es admitido en la Escuela Especial Militar de Saint-Cyr, pero una grave enfermedad le impide matricularse. Se traslada entonces a Roma, donde ingresa en la Garde nationale mobile; vuelve a Francia en 1869. Participa en la Guerra
franco-prusiana (1870-1871). De forma autodidacta, comienza a pintar en 1872. Sus primeras obras captan escenas de la vida cotidiana, influidas por el estilo de los denominados «viejos maestros», que estudia detenidamente. 
Hacia 1878, se traslada a Londres, donde, en 1880, contrae matrimonio con la inglesa Frances Amelia Smithson Bull (1844-1909), parienta lejana del mineralogista y químico James Smithson, con la que vive en St Leonards-on-Sea, cerca de Hastings.
En 1885, conoce al también pintor James McNeill Whistler, con quien entabla una estrecha amistad (acostumbra a presentarse como «alumno de Whistler»). Sus tendencias pictóricas, sin embargo, serán a menudo muy distintas (en 1887, ambos ingresan en la Royal Society of British Artists, que abandonan pocos meses más tarde).
Hacia 1888, adquiere una nueva vivienda en la zona residencial de Parsons Green, desde donde realiza numerosas vistas del Támesis. Al año siguiente, expone siete de estas piezas al óleo en la London Impressionist Exhibition, celebrada en la Goupil Gallery de Londres. Participan también en la muestra Frederick Brown, Walter Sickert y Philip Wilson Steer, entre otros.
En 1908, figura como miembro fundador de la Allied Artists' Association.
Fallece en Hastings –Sussex Oriental–, el 23 de abril de 1926, a la edad de 79 años.

## Obras notables

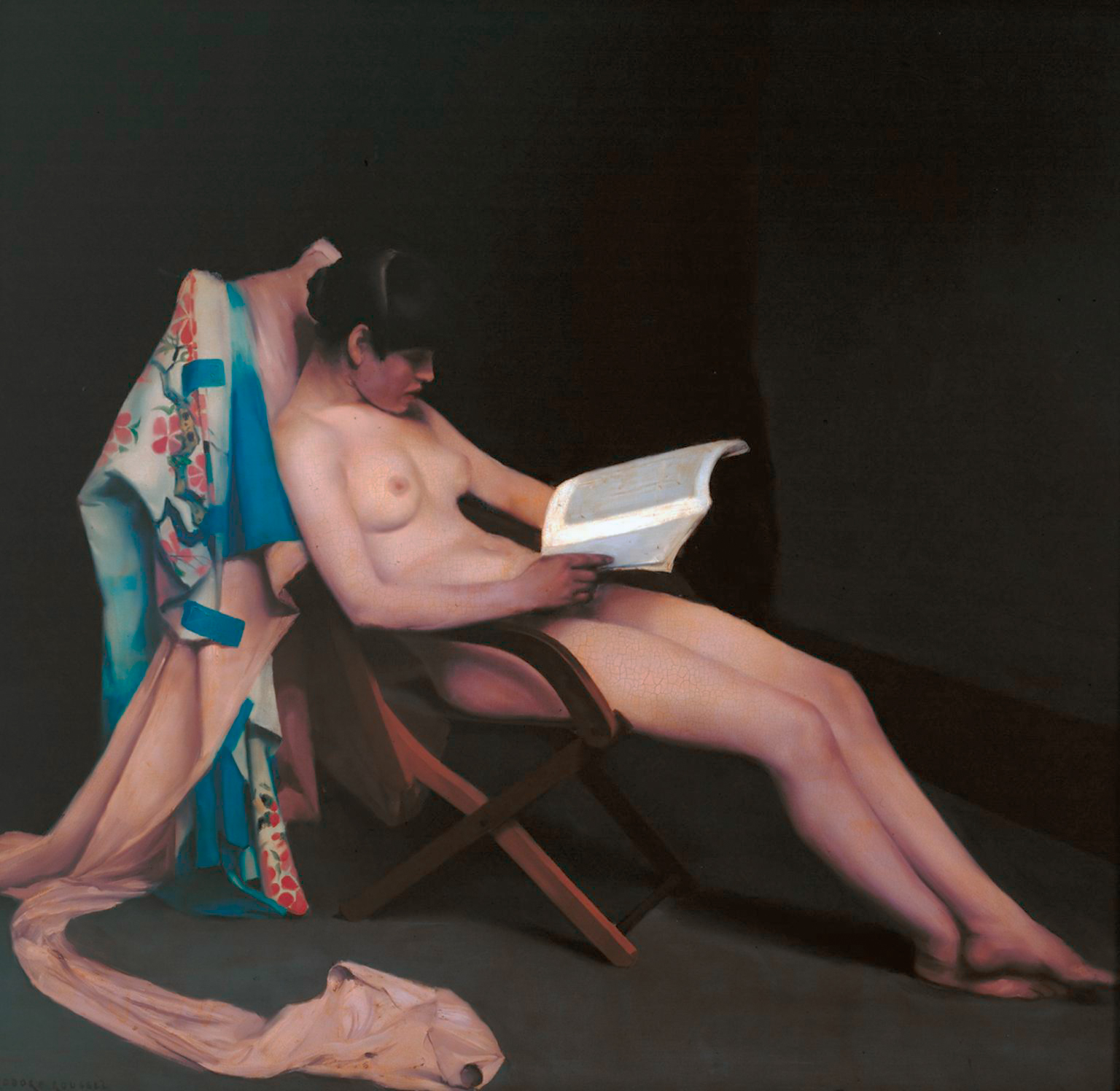
The Reading Girl (Joven leyendo), 1886-1887.

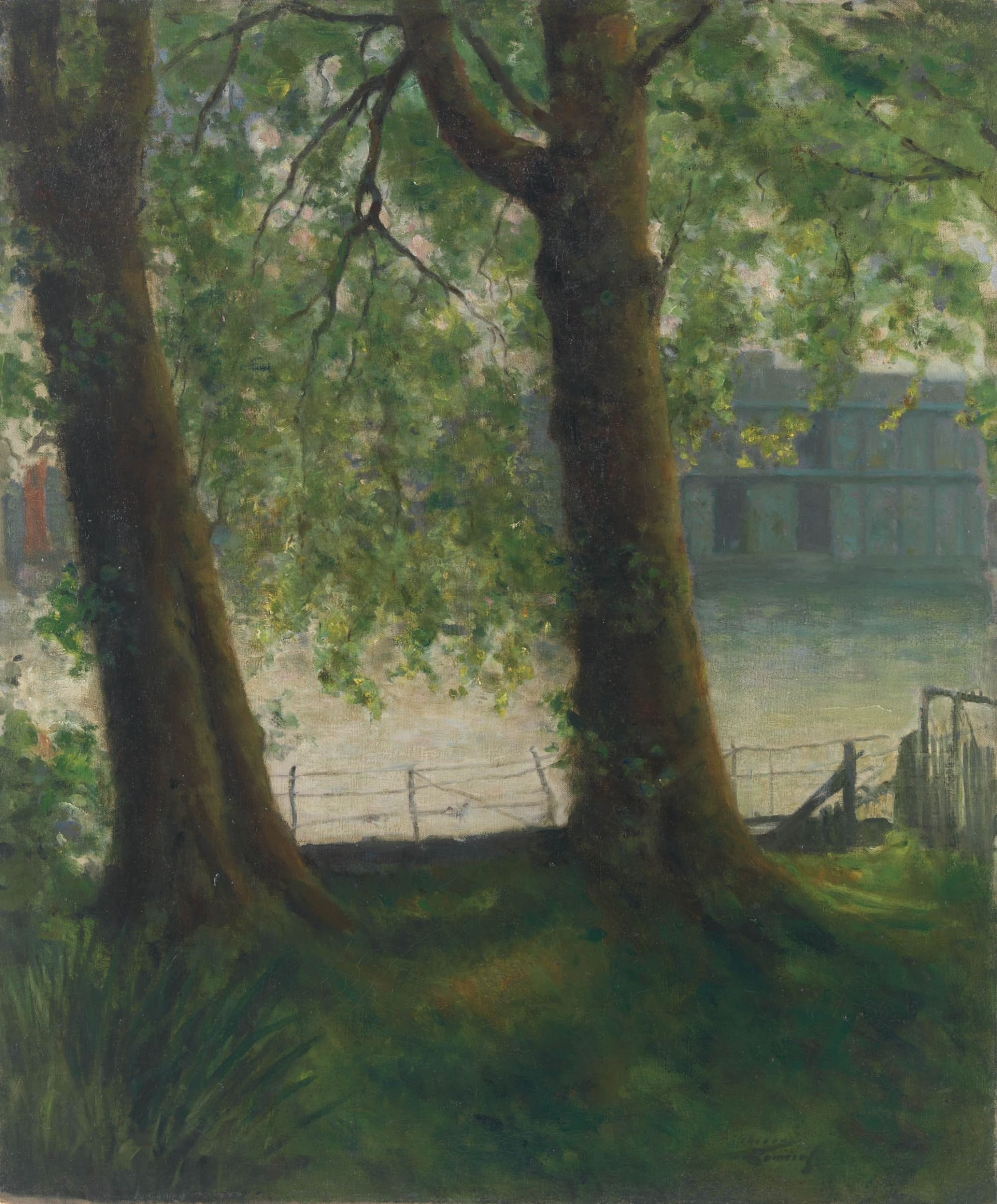
The Thames at Hurlingham (El Támesis en Hurlingham), s/f.

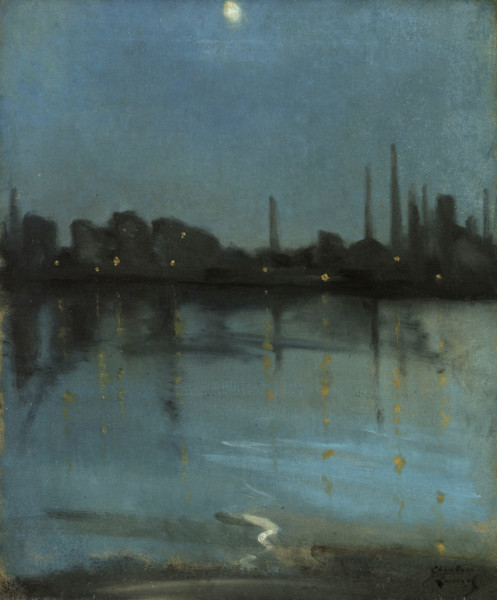
The Thames from Chelsea (El Támesis desde Chelsea), s/f.

- The Reading Girl (Joven leyendo), 1886-1887. Óleo sobre lienzo, 152,4 x 161,3 cm. Tate, Londres.

Cuando se expuso en el New English Art Club en abril de 1887, el crítico de Arte de la revista The Spectator dijo que se trataba de un cuadro «realista» en el peor sentido del término, en el que el ojo del pintor solo había captado el aspecto más vulgar de la modelo, a la que había tratado de manera insensible y brutal. Por el contrario, William Orpen afirmó que era el mejor desnudo de la época.
Durante los años 1880, el arte británico se va alejando progresivamente de una cierta manera neoclásica de representar el desnudo artístico –sobre todo femenino–, vigente hasta entonces, que evoluciona hacia un nuevo naturalismo, considerado todavía por algunos sectores como una grave amenaza para las normas morales de la época.
Pero el desnudo integral que aparece en el cuadro no es el de ninguna Venus, sino el de una mujer real, de aspecto contemporáneo, a lo que, sin duda, contribuyen el quimono –en clara alusión al mundo de Manet– que cuelga del respaldo de la silla plegable y, sobre todo, el elegante peinado de la joven, lo que produjo un cierto revuelo.
Artísticamente, el estudio de la obra revela el conocimiento de autores como el antes citado Édouard Manet, el saludable aspecto de las mujeres de Gustave Courbet, la atractiva robustez de Caro-Delvaille o la escasa  utilización de materia pictórica de Raphaël Collin.
Los bellos tonos rosados de las carnaciones contrastan con los azules, marrones y ocres del resto, lo que acentúa la sensualidad del conjunto. La luz frontal se intensifica en los pechos y el vientre, ubicado casi en el centro de la composición, mientras que el rostro permanece en misteriosa penumbra.
Para su realización, posó la cotizada modelo Hetty Pettigrew (1867-1953), amante del pintor, a quien conoció en 1884 y con el que tuvo una hija, Iris, nacida hacia 1900 (cuando muere la esposa de Roussel en 1909, contrae segundas nupcias con Ethel Melville, viuda del acuarelista escocés Arthur Melville, en 1914).
- The Thames at Hurlingham (El Támesis en Hurlingham), s/f. Óleo sobre lienzo, 76 x 64 cm.

Realizada muy probablemente tras la exitosa muestra de su obra Blue Thames End of a Summer Afternoon, Chelsea (c. 1888) en la London Impressionist, The Thames at Hurlingham reproduce el entorno del conocido club inglés, no lejos de Fulham (según Kenneth McConkey, Roussel llevaría a cabo las primeras fases al aire libre (au plein air) para concluirla en el estudio).
Claramente inspirada en el estilo de Whistler, su maestro, el artista decide en esta ocasión concentrarse en la ejecución de los dos limoneros que se ven en primer plano, dejando tan solo abocetados el propio río y el edificio de enfrente.
En 1927, formó parte de la exposición Theodore Roussel Memorial Exhibition, celebrada en la Goupil Gallery de Londres.
- The Thames from Chelsea (El Támesis desde Chelsea), s/f. Óleo sobre lienzo, 61 x 51 cm.

Dominan las tonalidades azules y negras, en contraste con pequeños toques de luz sobre la oscuridad del fondo.

## Obra gráfica (relación incompleta)
| Obra | Título                                 | Fecha     | Técnica                                           | Dimensiones    | Localización                 | Observaciones                                                 |
| ---- | -------------------------------------- | --------- | ------------------------------------------------- | -------------- | ---------------------------- | ------------------------------------------------------------- |
|      | Desnudo de muchacha acostada (estudio) | c. 1890   | Grabado a punta seca                              |                | Instituto de Arte de Chicago |                                                               |
|      | Desnudo de mujer dormida (estudio)     | 1890      |                                                   |                |                              |                                                               |
|      | Study from the Nude of a Girl Standing | 1890      | Grabado a punta seca                              | 12,1 x 8 cm    | The British Museum, Londres  | Firmada: Theodore Roussel                                     |
|      | Study from the Nude Figure Reclining   | 1890-1894 | Litografía                                        | 19,5 x 24,5 cm | The British Museum, Londres  | Firmada: Theodore Roussel                                     |
|      | The Sleeper The Sleeping Model         | 1890-1897 | Grabado a punta seca, aguafuerte y lápiz de color | 13 x 17,8 cm   |                              | Firmada: Theodore Roussel Inscripción en el reverso: to Hetty |
|      | Figure of a Woman Crouching            | 1906      | Grabado a punta seca                              | 17,6 x 12,6 cm | The British Museum, Londres  |                                                               |
|      | La alcoba                              | 1906      | Grabado a punta seca                              | 12,7 x 17,6 cm | The British Museum, Londres  | Otras versiones de 1906                                       |
|      | Nude Figure Lying Down                 | 1906      | Grabado a punta seca                              | 9,8 x 14,7 cm  | The British Museum, Londres  | Firmada: Theodore Roussel                                     |
|      | Portrait of Miss Hetty Pettigrew       | 1908      | Grabado a punta seca                              | 26,1 x 14,8 cm | The British Museum, Londres  | Firmada: Theodore Roussel                                     |